# Maria (żona Konstantyna V)
Maria (zm. 751) – cesarzowa bizantyńska, druga żona Konstantyna V. 

## Życiorys
Niewiele o niej wiadomo. Jej poprzedniczka Tzitzak zmarła przy porodzie. Jej małżeństwo Konstantynem V trwało krótko (ok. 750-751) i pozostało bezdzietne. 